# Pikelinia arenicola
Espèce
Pikelinia arenicola est une espèce d'araignées aranéomorphes de la famille des Filistatidae.

## Distribution
Cette espèce se rencontre au Brésil au Rio Grande do Sul, en Argentine dans la province d'Entre Ríos et en Uruguay,.

## Description
Le mâle holotype mesure 2,22 mm et la femelle paratype 3,06 mm, les mâles mesurent de 2,00 à 2,53 mm et les femelles de 2,35 à 3,92 mm.

## Systématique et taxinomie
Cette espèce a été décrite par Lise, Ferreira et Silva en 2010.

## Publication originale
- Lise, Ferreira & Silva, 2010 : « Description of a new species of Pikelinia (Araneae: Filistatidae) from Brazil, with notes on its ecology. » Zootaxa, no 2604, p. 61-68.